# Emil Rached
Emil Assad Rached (Vera Cruz, 20 de junho de 1943 – Campinas, 15 de outubro de 2009), também conhecido como "O Gigante", foi um dos mais altos jogadores do basquete brasileiro, com 2,20 metros.

## Biografia

### Basquete
De origem libanesa, nasceu em Vera Cruz, mas morava em Campinas quando foi descoberto pelo árbitro Renato Righetto, que o apresentou ao time do Palmeiras. Na semana seguinte, o Gigante já estava morando e treinando no Parque Antártica.
Jogou entre 1964 e 1980 e, além do Palmeiras, passou por XV de Piracicaba, Campinas Tênis Clube, Rio Claro e foi duas vezes vice-campeão mundial de clubes pelo Corinthians e Botafogo.
No basquete, ficou conhecido pelo papel de "boi de piranha": atraía os marcadores e os companheiros arremessavam livres. Tinha fama de lento, embora chegasse a marcar 15 pontos por partida, e recebesse diversas faltas, forçando a saída de diversos jogadores de equipes adversárias.
Em 1964, chegou à Seleção Brasileira, onde ganhou duas medalhas: bronze no Mundial do Uruguai (1967), e ouro no Pan-Americano de 1971 em Cali, onde foi eleito o melhor jogador da final contra Cuba. Também conquistou a prata no Sul-Americano da Argentina, em 1966. Nos cinco anos que jogou pela Seleção, Emil marcou 114 pontos em 18 jogos.
Segundo o Guinness de 1974, Emil era, provavelmente, o homem mais alto do Brasil, com 2,37 m, sendo também considerado o jogador de basquete mais alto do mundo àquela época.
Tinha formação em Educação Física.

### Na mídia
Na televisão, seu papel de gigante mal-humorado e desajeitado entusiasmava o público. Ficou conhecido pelo bordão "Pega no termômetro e verifica!", com o qual respondia à insistente pergunta "está frio aí cima?".
No cinema, participou dos seguintes filmes: O Trapalhão nas minas do Rei Salomão (1977), Os Trapalhões na Guerra dos Planetas (1978) e As Aventuras de Mário Fofoca (1982).
Em 2003 vivia como representante de vendas.

### Morte
Faleceu no dia 15 de outubro de 2009 no Centro Médico de Campinas, em Barão Geraldo, aos 66 anos de idade, após sofrer uma embolia pulmonar e quatro paradas cardíacas.
Ganhou nome em Praça de Esportes da cidade de Campinas.